# Mosoll (Vall de Lord)
El Mosoll és un riu de caràcter torrencial afluent per l'esquerra del Cardener, a la Vall de Lord.

## Descripció
Neix al nord-est de les Terreres de Pratformiu (municipi de La Coma i la Pedra prop del límit amb el terme municipal de Guixers, ambdós a la comarca del Solsonès), a 1.615 msnm. Inicialment agafa la direcció cap al sud-oest i entra a les Terreres 375 metres després del seu inici. A l'interior de les mateixes va agafant la direcció cap al nord-oest. 

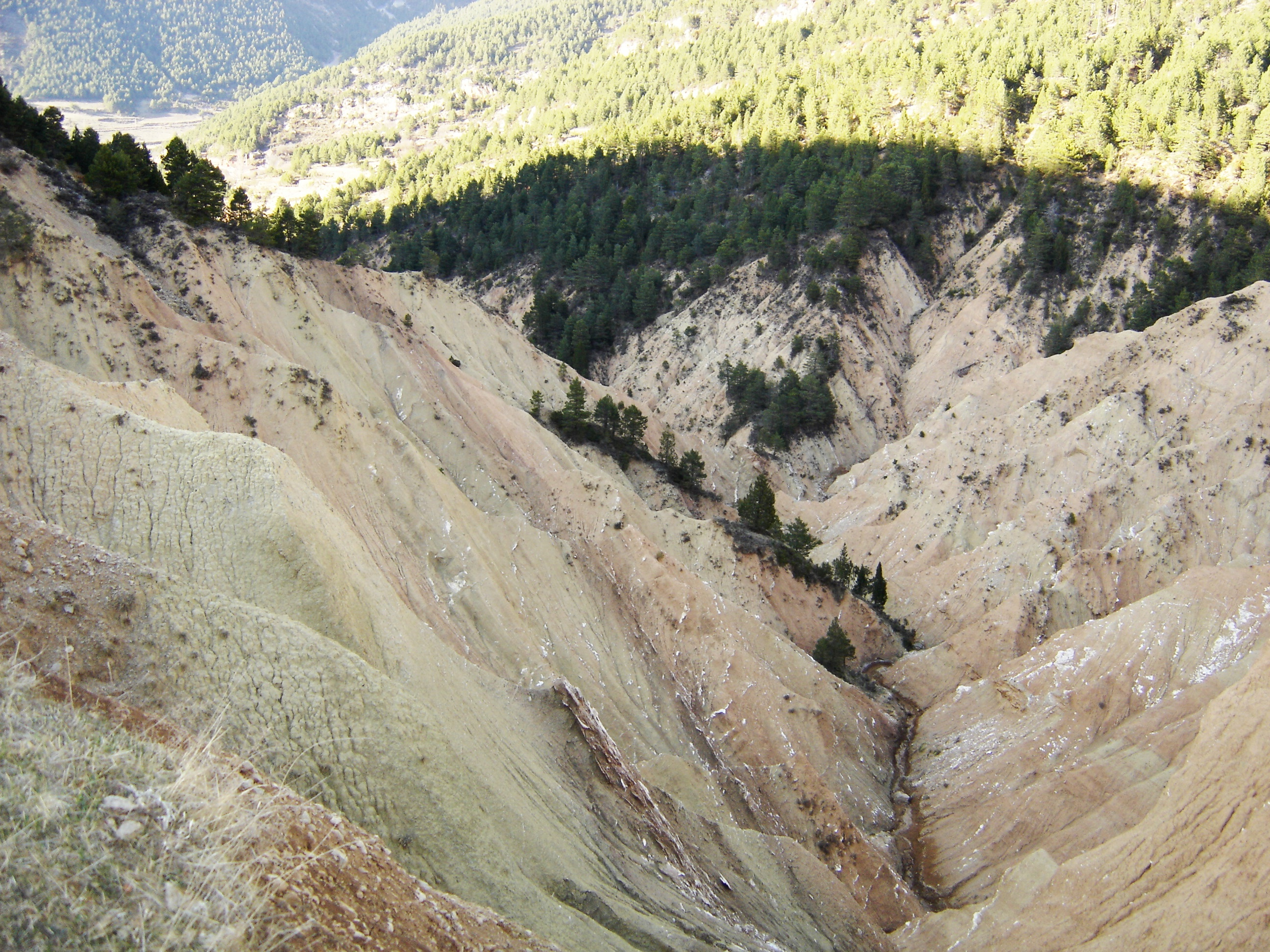
La capçalera

En sortir-ne, passa per dues rescloses la funció de les quals és aconseguir que es dipositin els sediments que el riu ha erosionat en passar-hi. manté l'esmentada direcció fins que, a 1.294 msnm i a poc més de 2 km del seu inici, rep per la dreta la Ribera de Cal Canonge. A partir d'aquí agafa la direcció predominant cap a les 8 del rellotge que mantindrà fins a desguassar al Cardener al costat de l'antiga fàbrica de la Gafa, a escassos 85 metres aigües avall del pont de la Pedra, a una altitud de 893 msnm.
Els últims 500 metres han estat canalitzats formant esglaons i segons el mapa de l'Institut Cartogràfic de Catalunya, aquest tram canalitzat rep el nom de Torrent de Ramossell. Val a dir, però, que aquesta denominació no és gens usada per la gent de la contrada.
La xarxa del Mosoll més Ribera de Cal Canonge té una longitud total de 6.364 m. i salva un desnivell de 1.247 m.

## Xarxa hidrogràfica
La xarxa hidrogràfica del Mosoll està integrada per un total de 54 cursos fluvials dels quals 20 són subsidiaris de 1r nivell de subsisiaritat, 20 més ho són de 2n nivell, 11 ho són de 3r nivell i 1 ho és de 4t nivell.
La totalitat de la xarxa suma una longitud de 45.142 m.
| Codi del corrent fluvial | Coordenades del seu origen                                    | longitud (en metres) |
| ------------------------ | ------------------------------------------------------------- | -------------------- |
| El Mosoll                | 42° 10′ 22.57″ N, 1° 38′ 31.72″ E / 42.1729361°N,1.6421444°E  | 1.616                |
| E1                       | 42° 10′ 12.28″ N, 1° 38′ 23.17″ E / 42.1700778°N,1.6397694°E  | 74                   |
| E2                       | 42° 10′ 8.551″ N, 1° 38′ 12.51″ E / 42.16904194°N,1.6368083°E | 249                  |
| D1                       | 42° 10′ 23.22″ N, 1° 38′ 16.38″ E / 42.1731167°N,1.6378833°E  | 321                  |
| D2                       | 42° 10′ 29.75″ N, 1° 38′ 7.600″ E / 42.1749306°N,1.63544444°E | 206                  |
| D3                       | 42° 10′ 38.77″ N, 1° 37′ 57.66″ E / 42.1774361°N,1.6326833°E  | 222                  |
| D4                       | 42° 10′ 39.15″ N, 1° 37′ 56.86″ E / 42.1775417°N,1.6324611°E  | 187                  |
| D5                       | Xarxa del Torrent de les Llagunes                             | 4.279                |
| D6                       | Xarxa de la Ribera de Cal Canonge                             | 10.090               |
| D7                       | 42° 10′ 53.69″ N, 1° 37′ 36.99″ E / 42.1815806°N,1.6269417°E  | 236                  |
| D8                       | 42° 11′ 9.473″ N, 1° 37′ 33.54″ E / 42.18596472°N,1.6259833°E | 746                  |
| D9                       | Xarxa del Barranc de Cal Manxó                                | 3.284                |
| E3                       | 42° 10′ 35.73″ N, 1° 37′ 38.54″ E / 42.1765917°N,1.6273722°E  | 381                  |
| E4                       | 42° 10′ 28.45″ N, 1° 37′ 41.48″ E / 42.1745694°N,1.6281889°E  | 444                  |
| E5                       | 42° 10′ 9.640″ N, 1° 37′ 29.75″ E / 42.16934444°N,1.6249306°E | 743                  |
| E6                       | 42° 10′ 9.724″ N, 1° 36′ 53.38″ E / 42.16936778°N,1.6148278°E | 506                  |
| D10                      | 42° 10′ 41.50″ N, 1° 36′ 57.08″ E / 42.1781944°N,1.6158556°E  | 867                  |
| E7                       | 42° 10′ 6.347″ N, 1° 36′ 45.89″ E / 42.16842972°N,1.6127472°E | 540                  |
| D11                      | 42° 10′ 52.39″ N, 1° 36′ 41.38″ E / 42.1812194°N,1.6114944°E  | 1.199                |
| D11·E1                   | 42° 10′ 41.42″ N, 1° 36′ 35.47″ E / 42.1781722°N,1.6098528°E  | 713                  |
| E8                       | 42° 10′ 2.190″ N, 1° 36′ 35.86″ E / 42.16727500°N,1.6099611°E | 608                  |
| D12                      | Xarxa de la Ribereta del Pujol                                | 13.131               |

## Perfil del seu curs
| Recorregut (en m.) | Altitud (en m.) | Pendent |
| ------------------ | --------------- | ------- |
| 0                  | 1.460           | -       |
| 500                | 1.410           | 25,0%   |
| 1.000              | 1.352           | 29,0%   |
| 1.500              | 1.316           | 18,0%   |
| 2.000              | 1.255           | 30,5%   |
| 2.500              | 1.195           | 30,0%   |
| 3.000              | 1.128           | 13,4%   |
| 3.500              | 1.062           | 13,2%   |
| 4.000              | 1.002           | 12,0%   |
| 4.500              | 968             | 6,8%    |
| 5.000              | 937             | 6,2%    |
| 5.500              | 909             | 5,6%    |
| 5.774              | 893             | 5,8%    |